# Géza Lakatos
Géza Lakatos, madžarski general, * 30. april 1890, Budimpešta, † 21. maj 1967, Adelaide, Avstralija.